# 関根則之
関根 則之（せきね のりゆき、1931年〈昭和6年〉1月13日 - 2022年〈令和4年〉6月19日）は、日本の自治官僚・政治家。
第17代消防庁長官、参議院議員（2期）、静岡県副知事を務めた。位階勲等は正四位勲二等。

## 来歴・人物
埼玉県比企郡吉見町出身。1943年、埼玉県立松山中学校入学。1945年、海軍兵学校入学。1948年、旧制浦和高等学校入学。
1953年、東京大学法学部第3類（政治コース）卒業、自治省入省。1957年、フルブライト留学生としてシラキュース大学、マンハッタン大学に留学。
1960年、宮城県地方課長。1971年、三重県教育長。1976年、自治省財政局財政課長、大臣官房審議官。1979年、静岡県副知事。1981年、自治省税務局長。1984年、消防庁長官。
1988年、埼玉県知事選挙に立候補したが落選。1991年、名尾良孝の死去に伴う補欠選挙に際し、自民党公認となり当選した。この選挙の投票率は17.80%と国政選挙としては過去最低を記録している。当選後は三塚派に属した。
1992年、第16回参議院議員通常選挙で再選。1996年、科学技術政務次官（第47代）に就任、1997年まで務めた。その他、自由民主党副幹事長、参議院国土・環境委員長、建設委員長、地方行政委員会理事などを歴任した。
1998年、第18回参議院議員通常選挙で自民党は2議席獲得を目指し、関根と新人の栗原稔（埼玉県議会議員、議長。のちの秩父市長）を擁立したが共倒れに終わった。落選後は再出馬の意思を示していたが、健康上の問題により政界から引退した。2000年（平成12年）春の叙勲で勲二等旭日重光章受章。他に、静岡県広報協会会長（第5代）、社団法人埼玉県消防施設協会顧問、日本防災士機構常任顧問、学校法人埼玉医科大学理事、産学協議会顧問、防災情報機構常任顧問などの要職を歴任していた。
2022年（令和4年）6月19日、多臓器不全のため、埼玉県川越市内の病院で死去。91歳没。死没日付で正四位に叙された。

## 備考
- 1995年（平成7年）11月27日の参議院宗教法人等に関する特別委員会で、池田大作と池田博正らの参考人招致を要求した。
- 1997年、森訪朝団の一員として、森喜朗、小野清子、堂本暁子、野中広務、大脇雅子、伊藤茂、田英夫、中山正暉らとともに北朝鮮を訪問した。
- 首都圏連合を提唱。臓器移植法の推進者の一人としても知られた。

## 著書
- 『地方公営企業法逐条解説』　1968年 地方財務協会
- 『図説地方財政』　1975年 財経詳報社
- 『時代の裂け目に』　1990年 日本ブックマネジメント